# Jozef Stank
Jozef Stank (26 de octubre de 1940, Nitra - 7 de marzo de 2005, Bratislava) fue un político checoslovaco y eslovaco del Partido Comunista de Eslovaquia (KSS), después de la Revolución de Terciopelo fue miembro del Partido de la Izquierda Democrática (SDĽ), diputado de la Cámara de las Naciones y de la Cámara del Pueblo de la Asamblea Federal de Checoslovaquia durante la normalización y a principios de los años 1990, en 2001-2002 fue ministro de Defensa de Eslovaquia en el gobierno del primer ministro Mikuláš Dzurinda.

## Biografía
Nació en 1940, en Nitra. En 1964 se graduó en la Facultad de Ingeniería Mecánica de la Universidad Técnica Eslovaca, especializándose en organización y gestión de la producción. De 1964 a 1989 trabajó en la industria de la ingeniería eléctrica. De 1980 a 1986 fue director de Tesla Bratislava y director general de VHJ Tesla – electrónica de consumo Bratislava.
Stank se involucró en la política durante la normalización. En las elecciones de 1986 fue elegido miembro del KSS, rama regional del Partido Comunista de Checoslovaquia (KSČ) para la Cámara de las Naciones. En 1987 fue nombrado jefe del departamento de ventas del Ministerio de Industria Eléctrica de la República Socialista Checoslovaca. Después de la Revolución de Terciopelo, se convirtió en miembro y presidente de la comisión parlamentaria que investigó la represión del 17 de noviembre de 1989. Permaneció en la política y a principios de 1990 fue uno de los principales partidarios del movimiento reformista en el Partido Comunista y participó en su transformación en el Partido de la Izquierda Democrática. Posteriormente se convirtió en Vicepresidente de la Asamblea Federal. En las elecciones de 1990 fue elegido de nuevo para la sección eslovaca de la Cámara de las Naciones de la Asamblea Federal (distrito electoral de la Región de Eslovaquia Occidental) por el KSS, que en aquel momento era todavía la organización territorial eslovaca del Partido Comunista de Checoslovaquia (KSČS) de alcance nacional. Sin embargo, poco a poco se fue independizando y, a diferencia de su partido hermano en tierras checas, se transformó en el poscomunista Partido de la Izquierda Democrática. Stank entonces se unió al SDĽ. En las elecciones de 1992 pasó a la Cámara del Pueblo. Permaneció ahí hasta la disolución de Checoslovaquia.
De 1993 a 2001 trabajó en el servicio diplomático de la embajada de Eslovaquia en la República Checa y desde 1998 como embajador de Eslovaquia en la República Checa. Mantuvo contactos profundos con la élite política checa, especialmente con el Partido Socialdemócrata Checo (ČSSD). En 2001 contribuyó a la resolución de la crisis checo-cubana, durante la cual los checos Ivan Pilip y Jan Bubeník fueron detenidos en Cuba. Stank ayudó a entregar la carta de Petr Pithart a los funcionarios cubanos, lo que le permitió viajar a Cuba, lo que hizo posteriormente. Se involucró en la política eslovaca en 2001-2002 como ministro de Defensa de Eslovaquia en el primer gobierno de Mikuláš Dzurinda por el SDĽ. Luego, entre 2002 y 2004, se desempeñó como jefe de la oficina del Presidente de la República Eslovaca durante el mandato de Rudolf Schuster.
Era casado y tenía tres hijos. Murió en 2005 en un hospital de Bratislava.